# Stefan Askenase

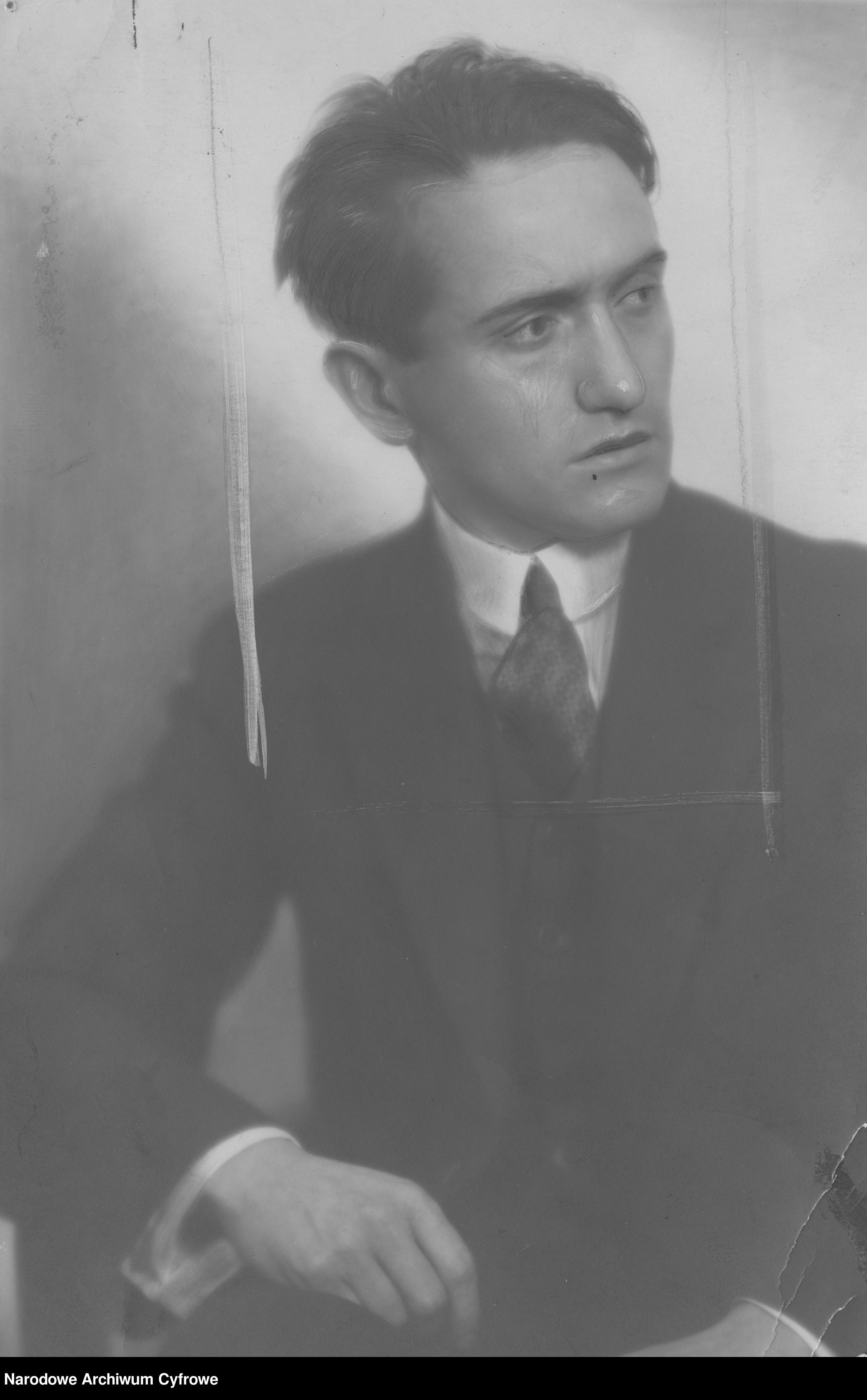
Stefan Askenase

Stefan Henryk Askenase (* 10. Juli 1896 in Lemberg, Galizien, Österreich-Ungarn, heute Ukraine; † 18. Oktober 1985 in Bonn) war ein belgisch-polnischer Pianist.

## Leben
Askenase wurde in Lwiw (Lemberg) in eine jüdische Familie geboren. Nach erstem Klavierunterricht durch seine Mutter (eine Studentin des Chopin-Schülers Karol von Mikuli) und durch Theodor Pollak war Stefan Askenase 1914/15 Schüler des Liszt-Schülers Emil von Sauer am Konservatorium Wien, später lehrte ihn Joseph Marx. Von 1916 bis 1918 nahm er am Ersten Weltkrieg teil, danach leitete er das Opernhaus von Lemberg. 1919 debütierte er in Wien, 1922 übernahm er eine Professur am Konservatorium in Kairo. Ab 1925 lebte er in Brüssel und widmete sich seiner 60 Jahre dauernden weltweiten Konzerttätigkeit. 1951 nahm er die belgische Staatsbürgerschaft an. Von 1937 bis 1939 lehrte er am Konservatorium Rotterdam, von 1957 bis 1961 am Brüsseler Konservatorium; an den Musikhochschulen von Hamburg und Köln hielt er Meisterkurse ab. 1966 siedelte er nach Bonn über.
Berühmt für seine Interpretationen der Werke Chopins, hatte er ebenfalls besonderen Bezug zu Bach, Mozart und Haydn. In den 1950er Jahren nahm er zahlreiche Werke Chopins für die Deutsche Grammophon Gesellschaft auf.
Zu seinen Schülern gehörten u. a. Martha Argerich, László Gyimesi, John McKay, Sontraud Speidel, André Tchaikowsky und Mitsuko Uchida.
Stefan Askenase ist zusammen mit seiner zweiten Ehefrau Ingrid auf dem Münchener Nordfriedhof begraben.

## Werke
- Wie Meister üben : Klavier ; Frédéric Chopin: Berceuse, op. 57. Panton-Verlag, Zürich 1966, DNB 57703507X